# Дзангиев, Абукар Якубович
Дзангиев Абукар Якубович (род. 23 июля 1980, Назрань, Чечено-Ингушская АССР) — российский боксёр-любитель ингушского происхождения, бронзовый призёр чемпионатов России (2002, 2003, 2006), серебряный призёр кубка мира 2006 года (в команде), мастер спорта России международного класса.

## Биография
Абукар Дзангиев — мастер спорта международного класса по боксу, победитель Всемирных спортивных игр военнослужащих по боксу в Италии, призёр чемпионатов России 2002, 2003 и 2006 годов, неоднократный чемпион вооруженных сил России (2001—2004 гг.), победитель международных турниров по боксу в Афинах, Праге и Белграде, финалист Кубка мира по боксу 2006 года. Тренер — Макшарип Местоев. Выпускник института экономики и правоведения (Назрань).

## Спортивные результаты
- Чемпионат России по боксу 2002 года — ;
- Чемпионат России по боксу 2003 года — ;
- Чемпионат России по боксу 2006 года — ;
- Кубок мира по боксу 2006 года (Команда) — ;
- Всемирные игры военнослужащих 2003 года — [1].

## Награды
- Награждён медалью ордена «За заслуги перед Отечеством» II степени (2005).[2]